# Алексей Ананенко
Алексей Михайлович Ананенко (на украински: Олексій Михайлович Ананенко; роден на 13 октомври 1959 г. в Инта, Коми АССР, РСФСР, СССР) е съветски и украински енергетик, работил като машинен инженер в атомната електроцентрала в Чернобил. Участник в ликвидирането на последствията от аварията в атомната електроцентрала в Чернобил. Герой на Украйна (2019).

## Биография
Роден е на 13 октомври 1959 г. в Инта. През 1961 г. семейството се премества в село Тулиновка, Тамбовска област, където Алексей завършва гимназия през 1977 г. От 1977 г. до 1983 г. учи в Московския енергиен институт със специалност „Атомни електроцентрали и инсталации“, квалификация – инженер-топлофизик.
През 1983 – 1989 г. е оператор и старши машинен инженер в реакторен цех на Чернобилската атомна електроцентрала. Участва в ликвидирането на последствията от аварията в атомната електроцентрала в Чернобил. Заедно с Борис Баранов и Валери Беспалов той източва водата от авариралия четвърти енергоблок на Чернобилската атомна електроцентрала.
От 1989 г. до 1992 г. участва в писането на доклади за анализа на безопасността на украинските атомни електроцентрали в киевския клон на института „Атоменергопроект“, през 1993 – 1994 г. е ръководител на лабораторията в Научно-техническия център за ядрено и радиационно облъчване безопасност в отдела за изчислителен анализ на термохидравлични процеси и вероятностен анализ на безопасността на атомната електроцентрала. През 1994 г. той става началник на отдела за аварийно изпращане в Госатомнадзор на Украйна, след което от 1995 до 2003 г. работи в Министерството на безопасността на околната среда.
От април 2001 до 2010 г. работи в Държавния комитет за ядрено регулиране на Украйна. Пенсионира се през ноември 2010 г. През същия месец обаче той временно се връща на работа и е назначен за началник на отдел „Международни проекти“ на Държавния научно-технически център по ядрена и радиационна безопасност. От май 2011 г. работи като директор за институционално развитие на Асоциацията Украински ядрен форум. Пенсионира се през април 2018 г.

## Награди
- Герой на Украйна с награждаване с орден „Златна звезда“ (27 юни 2019) – „за героизъм и самоотвержени действия, проявени по време на ликвидирането на аварията в Чернобилската атомна електроцентрала“;[3][4]
- Орден „За храброст“, III степен (25 април 2018) – „за значителен личен принос за преодоляване на последиците от аварията в Чернобил, проявена всеотдайност и висок професионализъм, дългогодишна ползотворна обществена дейност и по повод Международния ден на Спомен за Чернобилската катастрофа“;[5]
- Орден „Знак на честта“;
- Почетна грамота от Кабинета на министрите на Украйна (2005) – „за значителен личен принос в създаването на Държавния комитет за ядрено регулиране, развитието и безопасността на ядрената енергетика в Украйна“.